# 臺灣省行政長官
臺灣省行政長官是1945年8月29日間1947年5月16日臺灣省的實際統治者官職，也是臺灣省行政長官公署的主官。該官職只短暫維持不到兩年，唯一一任是陳儀。在此短暫統治臺灣期間，臺灣省行政長官還間接導致了影響後世甚鉅的二二八事件。

## 成立
1943年開羅會議中，聲明台灣應歸還中華民國，這僅是與會各國中，中國單方面的主張與說法。1944年4月在重慶的中華民國國民政府，委由中央設計局設立「台灣調查委員會」，並任命陳儀為主任委員。該調查委員會對當時日治下臺灣的經濟、政治、民生、軍事等各方面作出頗為詳細的調查。

## 臺灣省行政長官沿革
- 1945年8月29日，國民政府主席蔣中正任命陳儀為「臺灣省行政長官」。
- 1945年9月1日，國民政府在重慶宣佈成立「臺灣省行政長官公署」與「臺灣警備總部」，同時命陳儀兼任臺灣警備司令。
- 1945年9月20日，國民政府補行發布《臺灣省行政長官公署組織條例》。
- 1945年10月25日，依據盟軍太平洋總司令麥克阿瑟發佈的《一般命令第一號》，台灣地區舉行受降典禮，於上午十點在台北公會堂舉行。降方為大日本帝國所屬第十方面軍，陳儀將軍則代表盟軍中國戰區最高統帥蔣介石將軍受降。同日，臺灣省行政長官公署正式運作，機關處所設於原臺北市役所（即現在行政院院址）。
- 1946年2月20日，行政長官公署對原臺灣總督府完成全台各地的軍事交接。
- 1947年2月28日，全台發生動亂，史稱二二八事件。
- 1947年4月22日，行政院會議決定撤銷台灣省行政長官公署，改組為臺灣省政府。
- 1947年5月16日，撤銷臺灣省行政長官公署，正式成立臺灣省政府，首任主席為魏道明。